# Coşkun Taş
Coşkun Taş (Aydın, 1935. április 23. – 2024. november 12.) válogatott török labdarúgó, csatár.

## Pályafutása
1951 és 1959 között a Beşiktaş, 1959 és 1961 között a nyugatnémet 1. FC Köln labdarúgója volt. 1961 és 1963 között a nyugatnémet Bonner SC csapatában fejezte be az aktív játékot.
1954-ben három alkalommal szerepelt a török válogatottban, mellyel részt az 1954-es svájci világbajnokságon.

## Sikerei, díjai
Beşiktaş
- Török kupa
  - győztes (2): 1957, 1958

## Statisztika

### Mérkőzései a török válogatottban
| Törökország | Törökország       | Törökország                    | Törökország   | Törökország | Törökország   | Törökország   | Törökország | Törökország |
| #           | Dátum             | Helyszín                       | Hazai         | Eredmény    | Vendég        | Kiírás        | Gólok       | Esemény     |
| ----------- | ----------------- | ------------------------------ | ------------- | ----------- | ------------- | ------------- | ----------- | ----------- |
| 1.          | 1954. március 14. | Isztambul, Mithatpaşa Stadı    | Törökország   | 1 – 0       | Spanyolország | vb-selejtező  | -           |             |
| 2.          | 1954. március 17. | Róma, Olimpiai Stadion (ITA)   | Spanyolország | 2 – 2       | Törökország   | vb-selejtező  | -           |             |
| 3.          | 1954. június 23.  | Zürich, Hardturm stadion (SUI) | NSZK          | 7 – 2       | Törökország   | vb-csoportkör | -           |             |
|             | Összesen          |                                |               | 3           | mérkőzés      |               | 0           | gól         |